# Gregory Isaacs
Gregory Anthony Isaacs, mais conhecido como Gregory Isaacs (Kingston, 15 de julho de 1950 – Londres, 25 de outubro de 2010) foi um cantor de reggae jamaicano, considerado uma das vozes mais sofisticadas do gênero.
Suas músicas se tornaram grandes clássicos do reggae romântico e em uma lista com mais de 500 discos gravados, destacam-se alguns dos mais conhecidos álbuns da história da música jamaicana, entre eles: Mr. Isaacs de 1977, Slum in Dub de 1978, Soon Forward de 1979, Night Nurse, lançado em 1982, Feature Attraction, lançada em 1989.

## Biografia
Em sua juventude, Gregory tornou-se veterano em concursos de talento que faziam grande sucesso na época na Jamaica. Em 1968, fez sua estréia gravando um dueto com Winston Sinclair, "Another Heartache", gravada pelo produtor Byron Lee. O single vendeu pouco e Gregory juntou-se a dois outros cantores (Penroe e Bramwell) formando o trio The Concords que teve curta duração, gravando para Rupie Edwards e Prince Buster. O trio se separou em 1970 e Gregory lança então sua carreira solo, a princípio produzindo sozinho seus discos e também gravando para Rupie Edwards.
Em 1973 juntou-se a outro jovem cantor, Errol Dunkley para começarem juntos o selo African Museum e junto uma loja. Rapidamente estourou com o hit "My Only Lover", creditado como o primeiro gravação lovers rock já feita. Ele gravou para outros produtores a fim de manter o seu próprio selo, criando uma série de sucessos nos três anos que se seguiram, incluindo desde baladas até reggae roots. Entre os sucessos estão: "All I Have Is Love", "Lonely Soldier", "Black a Kill Black", "Extra Classic" e sua versão cover de Dobby Dobson "Loving Pauper".
Em 1974 começa a trabalhar com o produtor Alvin Ranglin, e neste ano conquista o primeiro single no topo das paradas jamaicanas com "Love Is Overdue". Isaacs gravou para os maiores produtores jamaicanos durante toda a década de 70, incluindo Winston "Niney" Holness, Gussie Clarke ("My Time"), Lloyd Campbell ("Slavemaster"), Glen Brown ("One One Cocoa Fill Basket"), Harry Mudie, Roy Cousins, Sidney Crooks ( Give a Hand) e Lee "Scratch" Perry ("Mr. Cop").
No fim dos anos 70, Gregory já se consolidava como um dos maiores cantores de reggae do mundo, viajando regularmente para os EUA e Inglaterra, e seu sucesso era comparável apenas ao de Bunny Wailer, Dennis Brown e Bob Marley.
Entre 1977 e 1978, Isaacs se uniu novamente com Alvin Ranglin, gravando uma série de sucessos, incluindo "Border" e "Number One" para a etiqueta do GG do Ranglin.
Estrelato internacional parecia assegurada em 1978, quando Isaacs assinou com a Virgin Records desdobramento Line Records da frente, e apareceu no filme Rockers , em que ele cantou "senhor de escravos". A Cool Ruler (que se tornou um de seus apelidos) e Soon Avançado álbuns, no entanto, não conseguiu vender tão bem como esperado, [6] embora sejam agora consideradas entre seus melhores trabalhos. Em 1981, ele fez sua primeira aparição no Reggae Sunsplash Festival (voltando ao ano até 1991), e ele mudou-se para o Carisma Registros desdobramento Pre, que lançou seu The Lonely Lover(outro apelido que ficou preso) e Gregory Mais álbuns, juntamente com uma série de singles de sucesso, incluindo cada vez mais "Tune In", "Amante Permanente", "Rudy lamentando" e " Homenagem a Waddy". Ele assinou contrato com a Island Records e lançou o álbum que finalmente viu romper a um público mais amplo, "Night Nurse", a faixa-título de seu primeiro álbum para o selo (Night Nurse (1982)). Apesar de "Night Nurse" não foi um sucesso de gráfico em qualquer Reino Unido ou dos Estados Unidos, foi imensamente popular em clubes e recebeu o jogo de rádio pesado, eo álbum alcançou a posição # 32 no Reino Unido. Este sucesso para Isaacs coincidiu com problemas de droga com cocaína que o viu servir uma pena de prisão de seis meses em Kingston em 1982 por posse de armas de fogo sem licença. Isaacs alegou que ele tinha as armas apenas para proteção, mas verificou-se que esta foi a sua prisão 27 e que Isaacs tinha se envolvido no tráfico de drogas e tinha se tornado viciado em crack . Ele celebrou sua libertação da prisão com o seu segundo álbum Island, Out Deh! (1983). Isaacs foi destaque no 1982 documentário Land of olhar para trás .
Quando seu contrato com a Island terminou, Isaacs retornou em 1984 com o "Kool Régua Come Again" single, e começou um período de gravação prolífico, trabalhando com os produtores, incluindo Prince Jammy , Hugh "Redman" James, Bobby Digital , Tad Dawkins e Steely & Clevie , mantendo um padrão consistente, apesar do volume de trabalho produzido. Isaacs, então, construiu um forte relacionamento com Gussie Clarke da etiqueta da música Works. Eles começaram com 1,985 álbum privada Beach Party Isaacs ', e teve um enorme sucesso com "Rumours", em 1988, que foi seguido por solteiros mais populares, incluindo "Mente Yu Dis", "Rough Neck", "Too Good To Be True" e "Report to Me". A associação com Clarke continuou até o início de 1990, em parceria com os cantores, incluindo Freddie McGregor , Ninjaman eJC Lodge . [9] Ele dueted com Beres Hammond em 1993 Philip "Fatis" Burrell -produced "One Good Turn", Burrell também produzir álbum de 1994 Isaacs 'Midnight Confidencial.
Na década de 1990 o rótulo Museu Africano continuou a lançar toda a música Isaacs', e que de artistas, ele produziu. Em 1997 Simply Red coberto " Night Nurse "e teve um hit com ele. Isaacs continuou a gravar e se apresentar ao vivo na década de 2000. Em 2005, Lady Saw produziu uma outra versão de "Night Nurse" com ela torrar ao longo dos originais letras.
Toxicodependência Isaacs 'teve um grande impacto na sua voz, com a maioria de seus dentes caindo como resultado. Isaacs disse de seu vício em 2007: "As drogas são uma arma aviltante Foi a maior faculdade nunca, mas a. mais taxa de escola caro já pago - .. a High School Cocaína eu aprendi tudo, e agora eu colocá-lo no lado".
Ele também se apresentou no 2007 ICC Cricket Copa do Mundo inauguração em Jamaica.
Em 2007, ele colaborou com o grupo de rap Espanhol Flowklorikos / Rafael Lechowski álbum Donde Duele Inspira.
Em 2008, após cerca de 40 anos como um artista de gravação, Isaacs lançou um novo álbum de estúdio novíssimo Me, que foi nomeado para o Grammy Awards de 2010. O álbum recebeu críticas positivas dos críticos, como este comentário de Reggae Vibes: "Gregory está de volta, e como! 'Marca New Me' é um título do álbum muito apropriado para o novo álbum do governante legal. Ele está de volta em um estilo diferente, mais ou menos como estávamos acostumados a partir desta grande 'amantes & raízes "artista". Isto foi seguido em 2009 pelo álbum My Kind Of Lady.
Em 2010, Gregory Isaacs colocar para fora o último de seus álbuns para ser lançado enquanto ele ainda estava vivo; Isaacs Atende Isaac, com o cantor reggae do Zimbabué, o rei Isaac. Em novembro de 2010, Isaacs Atende Isaac foi nomeado para Melhor Álbum Reggae para os Grammy Awards 2011, dando Gregory Isaacs sua quarta indicação ao Grammy, e do Zimbabwe Rei Isaac, seu primeiro.
Um anúncio para um concerto Gregory Isaacs em Negril

## The Cool Ruler: a trajetória do cantor Gregory Isaacs
Conhecido como The Cool Ruler, por sua voz suave e extremamente emotiva, Isaacs, um dos cantores de reggae mais populares do mundo, gravou vários sucessos durante os anos 70 e 80, incluindo a favorita e perene Night Nurse.
Isaacs permaneceu ativo como um artista, performer ao vivo e produtor nas décadas que se seguiram. Embora mais conhecido por baladas românticas, entregues com um toque de vulnerabilidade, ele também se destacou em canções de protesto social e no engajamento que expressava o seu orgulho inabalável na sua herança Africana. 
O prolongado uso de drogas e o envolvimento em atividades criminosas levaram a longos períodos de encarceramento e repetidas prisões, acelerando o seu declínio físico.
Isaacs nasceu em Fletcher’s Land, uma extensão, particularmente, negligenciada do gueto da capital jamaicana, Kingston. Seu pai partiu para os EUA durante sua infância, então Gregory e seu irmão mais novo, Sylvester, foram criados por sua mãe nas ruas violentas da vizinha Denham Town. Mostrando a aptidão natural para cantar, Isaacs começou a causar impacto em concursos de talentos durante a adolescência (muitas vezes em duo com Sylvester). Ele foi inspirado por ídolos como Sam Cooke e Otis Redding, além de bandas locais, incluindo Alton Ellis e os Melodians, enfatizando influência da sua mãe como o seu primeiro modelo vocal.
Em 1968, Isaacs gravou e produziu Another Heartache, com a participação da aspirante a cantora do seu bairro, Winston Sinclair, mas a música afundou sem deixar vestígios. O seu próximo esforço, Ballroom Floor, foi gravado por Prince Buster, depois de receber uma recomendação pessoal de um gangster local, Lester Lloyd Coke (ou Jim Brown). Na mesma época, Isaacs vendia maconha para Toddy Livingston, pai do cantor Bunny Wailer.
Gregory Isaacs no Sunsplash Music Festival em 1985 / Foto: Sipa Press / Rex Features
Isaacs posteriormente formou o trio Concords e gravou uma série de músicas impressionantes para Rupie Edwards, em 1969, dos quais o mais notável foi Don't Let Me Suffer, além de outros singles solo como Too Late e Lonely Man. Em 1970 ele formou o selo independente Museu Africano com Errol Dunkley. Eles alcançaram sucesso imediato com Dunkley's Movie Star and Isaacs's e a moderadamente popular My Only Lover de Isaacs com banda de apoio dos Wailers, da qual Dunkley se separou para fundar a sua própria gravadora. 
O primeiro sucesso substancial de Isaacs, All I Have Is Love, foi produzido por Phil Pratt, em 1973. No ano seguinte, ele obteve um sucesso ainda maior com Love Is Overdue, o primeiro de vários para o produtor Alvin "GG" Ranglin, que logo publicou o álbum de estreia Isaacs, Person (1975).
Como as suas habilidades de composição estavam amadurecidas, Isaacs mudou o foco para abordar a injustiça social, na obra que expressa a saudade ancestral de sua terra natal Africana e deixou crescer os dreadlocks como um sinal de seu compromisso com a fé Rastafári. No estúdio Black Ark de Lee Perry, ele finalizou o hino Mr Cop, em 1976, e a censurada Black Against Black, que condenava a violência autodestrutiva do gueto. Após o lançamento do álbum conceitual, em 1977, Isaacs recebeu um grande impulso na carreira em 1978, assinando com a Virgin Records para produzir o álbum Cool Ruler e fazer uma aparição no filme Rockers. O Virgin, de 1979, acompanhado de Soon Forward, incluiu Mr Brown e uma faixa-título popular, que foi uma das primeiras gravações a fazer uso das habilidades de produção de Sly e Robbie.
A mudança para a subsidiária Pre, da Charisma Records, em 1980, trouxe o álbum Lonely Lover e, em seguida, More Gregory, este último obtendo sucesso nas paradas jamaicanas. Os álbuns foram apoiados pela banda Roots Radics, com a qual Isaacs excursionou ao Reino Unido em 1980-81. Night Nurse (1982), lançada pela Island, era o seu maior sucesso comercial até aquela data, mas assim como ele chegou ao auge de popularidade, surgiram problemas. Isaacs foi preso na Jamaica após a descoberta de uma arma de fogo, sem licença, na sua casa e ele também cumpriu pena por posse de cocaína. Ele abordou a sua experiência na prisão na canção Out Deh! (1983).
Depois de gravar o álbum relax Private Beach Party para o produtor Gussie Clarke, em 1985, ele voltou a produzir um trabalho menos expressivo para produtores relativamente desconhecidos. Mais tarde, em 1987, outra apreensão de cocaína levou-o para a reabilitação. Isto foi seguido por um período mais produtivo que culminou com o lançamento de Red Rose for Gregory (1988), um álbum dancehall de sucesso lançado pela Clarke, com o excelente single Rumours.
Embora Isaacs tenha lançado mais alguns hits jamaicanos, através da gravadora britânica Acid Jazz, e instalado um estúdio de gravação na Jamaica, além de ter lançado a carreira de seu filho Kevin, ele continuou a usar drogas. Isto resultou em várias criações irregulares, a perda de vários dentes e a reputação de falta de confiabilidade. No entanto, Isaacs manteve fãs leais, tanto na Jamaica como no exterior.
The Cool Ruler Reggaeando na Bahia
Gregory Anthony Isaacs, cantor, compositor e produtor musical, nascido em 15 de Julho de 1951; morreu de câncer aos 59 anos, em 25 de outubro de 2010, deixando a esposa Linda e vários filhos.

### Leões de Israel
A Super Banda de Apoio da Turnê Brasileira de Gregory Isaacs
A Leões de Israel, com 13 anos de história, é uma das maiores referências do Reggae Nacional.
Respeitado no cenário reggae, em 2006, os Leões de Israel recebem convite para participar do “Rebel Salute Festival” na Jamaica, sendo em toda a história do festival, a única banda brasileira de reggae convidada. Apresentaram-se também nomes como: Burning Spear, Thirld Word, Inner Circle, etc.
Com um som de qualidade, a banda foi conquistando seu espaço e o respeito de artista renomados no segmento, como o cantor jamaicano Gregory Isaacs, que os convidou para acompanhá-lo em suas turnês de 2005 e 2007 Os shows passaram pelo Norte/Nordeste do Brasil e alguns países da América Latina. Da primeira excursão de 2005 foi lançado o DVD do Festival “República do Reggae” realizado em Salvador. 
Como uma backing band ou "banda de apoio", já colaboraram com uma série de cantores do reggae internacional. Com o sucesso dessa primeira turnê com Gregory Isaacs, a banda foi chamada para acompanhar outros astros da música reggae como Clinton Fearon (2007), novamente Gregory Isaacs em 2007 e 2009, Pablo Moses (2008), Eek-a-Mouse (2010), Doreen Schaffer (2011), Siddy Ranks (2011), Max Romeo (2010 e 2011) e The Abyssinians (2012 e 2103) e Marcia Griffiths (2013).
Os Leões do Reggae
Marcio Killaman (Vocal) 
Fox Ahmad (Apresentador + Vocal) 
Edu Sattajah (Contra Baixo + Vocal) 
Thales Lion Farmer (Guitarra) 
Mauricio "Bug Monkey" (Bateria)
Discografia
11 anos de reggae pesado – Ao Vivo (2013) [CD / DVD]
Ethnos Brasilis (2009)
Live At Rebel Salute Festival (JA) – (2006) – [DVD]
Palavra Viva (2005)
Pilares da Justiça (2002)
Gregory Isaacs Live in Bahia (2002) – [DVD]

## Morte
Depois de uma longa batalha contra o câncer de pulmão, Isaacs morreu em 25 de outubro de 2010 em sua casa em Londres.

## Legado
A Fundação Gregory Isaacs foi criada em 15 de julho de 2011 (Isaacs 'aniversário) por sua esposa junho, com a intenção de continuar Isaacs' trabalho caritativo. Um ano depois, um concerto gratuito foi encenado com artistas tais como U-Roy, Big Youth, e The Mighty Diamonds , para arrecadar fundos para duas escolas.

## Discografia
Mais de 500 álbuns Gregory Isaacs foram liberados durante a sua carreira, sendo muitas compilações. Álbuns de estúdio do material original são listados abaixo:
- In Person (1975) Trojan
- All I Have Is Love (1976) Trojan
- The Best Of Vol. 1 (1977) GG's
- Extra Classic (1977) African Museum
- Mr Isaacs (1977) DEB
- Cool Ruler (1978) Front Line
- Soon Forward (1979) Front Line
- Slum (Gregory Isaacs in Dub) (1978) Burning Sounds
- Gregory Isaacs Meets Ronnie Davis (1979) Plant (with Ronnie Davis)
- Showcase (1980) Taxi
- Lonely Lover (1980) Pre
- More Gregory (1981) Pre
- The Best Of Vol. 2 (1981) GG's
- Night Nurse (1982) Island/Mango
- The Sensational Gregory isaacs (1983) Vista
- Out Deh! (1983) Island/Mango
- Let's Go Dancing (1984)
- Judge Not (1985) Greensleeves (with Dennis Brown)
- Private Beach Party (1985) Greensleeves & RAS
- Easy (1985) Tad's
- Double Dose (1986) Blue Trac (with Sugar Minott)
- All I Have is Love Love Love (1987) Tad's
- Victim (1987) VP
- Watchman of the City (1987) Rohit
- Come Along (1988), Live & Love
- Red Rose for Gregory (1988) Greensleeves & RAS
- Warning (1989) Firehouse
- Feature Attraction (1989) VP for Mixing Lab records
- No Contest (1989) Greensleeves & VP (with Dennis Brown)
- I.O.U. (1989) Greensleeves & RAS
- Dancing Floor (1990) Heartbeat
- Call Me Collect (1990) RAS
- Set Me Free (1991) VP, Digital B & Vine Yard
- No Intention (1991) VP
- Boom Shot (1991) Shanachie
- State of Shock (1991) RAS
- Past and Future (1991) VP
- Pardon Me! (1992) RAS
- Cooyah! (1992) Label Unknown...
- Can't Stay Away (1992) VP & Xterminator
- Rudie Boo (1992) Star Trail
- Unattended // Absent (1993) Pow Wow & Greensleeves
- Unlocked (1993) RAS
- Midnight Confidential (1994) Greensleeves for Xterminator records
- Dreaming (1995) Heartbeat
- Not a One Man Thing (1995) RAS
- Private Lesson (1996) Heartbeat
- Come Closer (1996)[18]
- Mr. Cool (1996) VP
- Maximum Respect (1996) House of Reggae
- Hold Tight (1997) Heartbeat
- Hardcore Hits (1997) Ikus
- Dance Curfew (1997), Acid Jazz – with Dread Flimstone
- Kingston 14 Denham Town (1998) Jamaican Vibes
- Do Lord (1998) Xterminator
- Happy As A King (1997), Raven[19]
- New Dance (1999) Prestige
- Turn Down The Lights (1999) Artists Only
- So Much Love (2000) Joe Gibbs Music
- Future Attraction (2000) VP
- Father & Son (2000), 2B1 – Gregory Isaacs & Son
- It Go Now (2002), 2B1
- Life's Lonely Road (2004)
- Give It All Up (2004) Heartbeat
- Rat Patrol (2004) African Museum
- Masterclass (2004) Greensleeves for Blacker Dread records
- Revenge (2005) P.O.T.
- Substance Free (2005) Vizion Sounds
- Come take my hand (2006) Mun Mun
- Hold Tight (2008) Mafia & Fluxy
- Brand New Me (2008) African Museum
- My Kind Of Lady (2009) Rude Productions
- Isaacs Meets Isaac with King Isaac (2010) King Isaac Music